# Cognizant
Cognizant Technology Solutions Corporation é uma empresa de tecnologia da informação americana, sediada em Teaneck.
1. ↑  level, Move 2 the next. «inteligência em carreira, oportunidades e empregos para jovens - Bettha». www.bettha.com. Consultado em 21 de julho de 2021